# Templari
Templari ili punim imenom "Red siromašnih vitezova Krista i Salomonova hrama" (nazivani još i Vitezovi Templari, Hramovnici) (lat. Fratres militiae Templi), kršćanski vojni red osnovan 1118. ili vjerojatnije 1119. godine nakon prvog križarskog rata po uzoru na cistercite s namjerom da pomognu novom Jeruzalemskom Kraljevstvu da se odupre napadima muslimana iz okolice i pruže sigurnost velikom broju hodočasnika koji su krenuli u Jeruzalem nakon njegovog osvajanja. Red je osnovao plemić Hugo de Payens sa svojim drugovima. Sjedište reda je prvobitno bilo pokraj mjesta gdje je nekad stajao židovski hram, Templum Salomonis, po čemu je i dobio ime.
Templari su, kao i ostali crkveni redovi, polagali vječni zavjet poslušnosti papi, a obavezali su se i da će svoje živote posvetiti obrani puteva do Jeruzalema.
U novije vrijeme postoji niz istoimenih suvremenih templarskih organizacija koje štuju duh viteštva i sastavljaju viteška pravila kao i ceremonije slične templarskima, međutim ni jednoj od brojnih viteških organizacija nije priznato povijesno nasljedno pravo templarskog reda.

## Organizacija
Godine 1127. Hugo de Payens i petorica njegovih suboraca otišli su u Europu kako bi zatražili službeno priznanje od Crkve i dobili zakonik na kojem bi se temeljilo djelovanje njihova reda. Zakonik je izradio Bernard od Clairvauxa, a doradio ga je Stjepan od Chartresa sastavivši tzv. Latinski pravilnik. Osim zakonikom, Statutima i Razmatranjima, organizacijska struktura reda bila je utvrđena bulom Omne datum optimum pape Inocenta II. iz 1139. godine. Red se dijelio na vitezove, klerike, perjanike i služeću braću, a na čelu reda je bio Veliki meštar i Veliko vijeće. Veliki meštar stolovao je u Jeruzalemu u Vrhovnoj kući Reda ili Salomonovom hramu, a pomagalo mu je vijeće starijih i iskusnijih vitezova.
Zamjenik velikog meštra bio je senešal koji je mogao sudjelovati čak i na najtajnijim sjednicama Velikog vijeća. Treći po redu u templarskoj hijerarhiji bio je maršal, nositelj najviše vojne vlasti koji je bio nadležan za oružje i konje. Oblasni maršali bili su vojni zapovjednici u svojim regijama, ali pokoravali su se maršalu Reda.
Na vrhu hijerarhije nalazi se meštar Hrama. Vlast toga meštra potpuno odgovara onoj oca opata u redovničkim zajednicama. Rečeno slikovitim jezikom onog doba, to znači da „u ruci mora držati štap i šibu: štap kojim će podupirati slabosti i jakosti drugih, te šibu kojom treba udarati poroke onih koji će iznevjeriti“ (svoju dužnost). Pomaže mu vijeće sastavljeno od braće koju prepoznaje kao mudre i kadre pružiti dragocjen savjet. No ako je riječ o donošenju važne odluke koja se tiče cijele kuće, npr. O darivanju zemljišta, primanju novog brata, itd., „uputno je okupiti cijelu zajednicu i sazvati vijeće kapitula: meštar neka potom učini ono što ocijeni najboljim i najkorisnijim“.
Da bi se dobro razlikovali jedne od drugih, naglašava se kako samo vitezovi Hrama smiju nositi „bijelu odoru“. Bijeli će plašt biti znak raspoznavanja vitezova Hrama. Njihovi pobočnici i štitonoše imaju pravo samo na crne ili smeđe plašteve. Naposljetku, neki žele sudjelovati u duhovnim dobrima ostajući svejednako u svijetu, bilo da su oženjeni ili ne. Kao i većina vjerskih redova, i templari će dakle imati pridruženu subraću, kao šti će kasnije postojati i članovi trećega franjevačkog ili dominikanskog reda, ali se izričito spominje kako oni ne smiju ni nositi bijeli plašt ni stanovati u kućama braće. Jednako tako te kuće ne smiju primati sestre, jer – kao što nalaže zdrav razum – „žensko je društvo pogibelj“ za muškarce koji su položili zavjet čistoće. I Pravilo to naznačuje:
„Držimo pogibeljnim u svakoj religiji (tj. Redovničkoj zajednici) prekomjerno promatrati ženska lica, te neka se stoga nitko ne drzne poljubiti ženu, ni udovicu, ni djevojku, ni majku, ni sestru, ni tetu, ni bilo koju drugu ženu.“
Meštar na raspolaganju ima četiri konja. Njegova se bliža pratnja sastoji od dvojice braće vitezova, brata kapelana, službenika, pobočnika i sluge. U svojoj službi treba imati još i „potkivača“, „saracenskog pisara“ ili tajnika tumača, laku konjicu i kuhara. Naposljetku još i dva momka „pješaka“, te jednog turkmenskog konja, plemenitu životinju koja se čuva za lagani kas. Za vrijeme pohoda ima pravo na dvije teretne životinje, jedan okrugli šator i jedan barjak baucent: konj baucent je pjegav, crn i bijel (tj. šarac).
Namjesnik je „na mjestu meštra“, drugim riječima, njegov zamjenik. Mijenja ga i zastupa na njegovoj odsutnosti. Njegova pratnja nalikuje manje-više na meštrovu, osim što umjesto kapelana ima „đakona pisara za molitvu časova“.
Maršal ima nadasve vojna zaduženja; on „mora pod svojim nadzorom imati sve oružje i oklope kuće … svu konjsku opremu koja se odnosi na oružje … osim luka i strijele koji su u ovlasti zapovjednika područja, te turskog oružja (turskog luka) koje zapovjednik kupuje za braću pobočnike“.
Magistar Jeruzalemskog Kraljevstva bio je ujedno i rizničar Hrama, zadužen za upravljanje imovinom, dok je magistar grada Jeruzalema bio zadužen za brigu o sigurnosti hodočasnika. Među ostalim dužnosnicima isticali su se preceptori, upravitelji templarskih središta, časnici, podređeni maršalu i drapieri, odnosno suknari koji su se brinuli za odjeću svoje braće. Među štitonošama petorica su imala istaknutiji položaj: podmaršal, stjegonoša, kuhar, kovač i turcoplier, časnik lake konjice.
Vitezovi Hrama bili su vrlo dobro organizirani i vrlo brzo su postali značajan čimbenik političke scene svog vremena. Dobili su neke povlastice od pape, između ostalog pravo na ubiranje poreza na područjima pod svojom kontrolom. Rezultat takvog položaja je bio njihov brzi uspon.
Vojni dio reda se dijelio na vitezove opremljene kao oklopno konjaništvo, i drugi dio koji su činili pripadnici iz nižih društvenih slojeva i sačinjavali su laku konjicu.
Služeća braća su se, opet, dijelila na ekonome, koji su brinuli o upravljanju imovinom reda i svećenike, koji su skrbili za duhovne potrebe pripadnika reda.
Pored svojih redovnih, uglavnom vojničkih aktivnosti, bavili su se i nekim oblikom bankarstva, jer je velik dio križara njima povjeravao svoju imovinu na čuvanje.

### Veliki meštri vitezova templara
- Hugo de Payens (1119.)
- Robert de Craon (1137.)
- Everard des Barres (1149.)
- Bernard de Tremelay (1152.)
- Andre de Montbard (1153.)
- Bernard de Blanquefort (1156.)
- Philippe de Millay de Naplouse (1169.)
- Eudes de Saint-Armand (1171.)
- Arnold de Torroja (1180.)
- Gerard de Ridefort (1187.)
- Robert de Sable (1191.)
- Gilbert Erail (1194.)
- Philippe du Plaissiez (1201.)
- Guillaume de Chatres (1210.)
- Pierre de Montaigu (1219.)
- Armand de Perigord (1232.)
- Richard de Bures (1244.)
- Guillaume de Sonnac (1247.)
- Thomas Berard (1256.)
- Guillaume de Beaujeu (1273.)
- Thibaud Gaudin (1291.)
- Jacques de Molay (1293.)

### Biranje meštra
Kada meštar umre, maršal preuzima njegovo mjesto i brine se za pokop. Sva braća u idućih sedam dana trebaju zajedno moliti dvije stotine Očenaša za pokojnika, te za isto vrijeme valja hraniti stotinu siromaha na ručku i večeri. Njegove osobne stvari treba podijeliti među ostalom braćom, dok se odjeća koju je nosio daruje gubavcima. Šalju se poruke svim zapovjednicima koji se moraju okupiti u Jeruzalem ili u kraljevstvu kako bi prije svega izabrali velikog zapovjednika kojem se povjerava privremena uprava. On nosi „bulu meštra“, tj. Njegov pečat. U međuvremenu se svoj braći Hrama nalaže da tri uzastopna petka poste o kruhu i vodi i mole za izbor. Na dan izbora sva braća koja mogu napustiti zapovjednika a da ga pritom ne izlažu pogibli sastaju se na mjestu što ga određuju veliki zapovjednik uz pomoć maršala i zapovjednika triju provincija kraljevstva.
Zajedno sa svojim suradnicima veliki zapovjednik tada odabire neke prokušane muževe reda, udaljuje ih sa skupštine, te zajedno s vijećem između njih određuje voditelja izbora. Na tom mjesto treba izabrati brata „koji ljubi Boga i pravdu, te poznaje sve jezike i svu braću; koji ljubi mir i slogu u kući“; nakon što su ga tako odabrali, biraju mu „brata viteza za sudruga“. Ta dvojica braće trebaju poći u kapelu i moliti: ondje će provest noć, a sutradan se, nakon mise, kapitul ponovno sastaje. Na zahtjev velikog zapovjednika voditelja izbora i njegov sudrug biraju još dvojicu braće, a potom sva četvorica zajedno biraju još dvojicu i tako sve dok ih ne bude dvanaest „u čast dvanaestorice apostola“. Navedena dvanaestorica potom određuju brata kapelana koji će među njima „zauzimati mjesto Isusa Krista“. Tako sastavljeno vijeće izbornika mora svakako sadržavati osmoricu vitezova i četvoricu pobočnika. Naposljetku, nakon zajedničke molitve i nagovora velikog zapovjednika, u kojem ih podsjeća kako u svojoj službi trebaju imati „pred očima jedino Boga, te ne misliti ni na što drugo doli na čast i dobrobit kuće i Svete zemlje“, izbornici se povlače i dogovaraju o vitezu kojega će odabrati, a potom se vraćaju na kapitul. Nakon što se svi prisutni zakunu na poslušnost meštru Hrama, upravitelj izbora odlazi do onoga koji je odabran kako bi mu rekao: „Mi, u ime Oca i Sina i Duha Svetoga, mi smo vas, brate, odabrali za meštra“, zatim, okrenuvši se ostalima: „Mila braćo, zahvalite Bogu, evo našeg meštra!“ „Nakon toga braća kapelani trebaju zapjevati Te Deum laudamus.“.

### Oprema viteza
Potpunu opremu viteza sačinjava oklop, odnosno žičana košulja, kaciga ili kapa od žice (prva bijaše s poklopcem, a druga s otvorom, lagana), te ostali dijelovi oklopa: ratna košulja, naramenice, željezne čizme. Njegovo oružje čine mač, koplje, malj te maleni okrugli štit. Uz to ima i tri noža: jedan bojni (neku vrstu bodeža), jedan za kruh, te jedan džepni. Vitezovi mogu imat pokrivač za konja, dvije košulje, dva para donjeg rublja i dva para obuće. S obzirom na toplu klimu, imaju pravo na jednu lanenu košulju. Imaju dva kaputa, jedan ljetni i jedan zimski, krzneni. Na sebi nose tuniku, košulju i kožni pojas. U Pravilu je naznačeno kako valja izbjegavati svaki ustupak modi, tako da su zabranjene špicaste čizme ili pak vezice. Naposljetku, posteljina im se sastoji od slamnjače, plahte i pokrivača. Uz to imaju i veliki pokrivač: crni, bijeli ili na pruge, za prekrivanje kreveta. Predviđene su i vreće potrebne za pohode; u njima se nosi bojna oprema ili pak noćna odjeća. Svaki vitez ima pravo na troje bisage: jedne za sebe i dvoje za štitonoše; ular, uprtu, viseću mrežu, bočice, jednu kapicu od pamuka i jednu od pusta, itd.

### Tko je ulazio u red
Zabranjeno je primati djecu, bez obzira na to je li riječ o oblatima (osobe koje žive u samostanima po pravilima reda, ali bez redovničkih zavjeta) koje upućuju njihovi roditelju ili o mladima koji dolaze sami. Templari se biraju isključivo iz redova odraslih. Poznato je, uostalom, da za viteštvo nije dovoljno da su mladići dosegnuli punoljetnu dob (četrnaest godina za dječake prema većini običajnih odredaba u Francuskoj), nego da budu u dobi kada smiju nositi oružje (osamnaest godina i više).
Običaji ustvrđuju da „meštar ne smije primati braću bez kapitula“; drugim riječima, nazočnost kapitula nužna je za primanje novog templara. Postoji samo jedna iznimka: ako od meštra koji se nađe na putu vitez na umoru zatraži  primanje u red, on ga može primiti. No ako novoprimljeni vitez „Bog podari zdravlje, čim se ovaj nađe u našoj kući, treba se pred svom braćom očitovati i naučiti sve ono što braća trebaju činiti“.
Obred primanja potanko je opisan u jednom razmjernom kasnom tekstu koji nadopunjava zadnje dodatke Pravila, te one koji potječu iz druge polovice 13. stoljeća. Izvorno Pravilo donosi samo obrasce polaganja zavjeta, dok Običaji dodaju određene pojedinosti obreda.
Prema navedenom ceremonijalu, pred okupljenim kapitulom riječ uzima meštar: „Draga braćo, vidite kako se većina vas složila da Netko postane bratom. Ako netko od vas zna nešto o njemu što bi to s pravom onemogućilo, neka to kaže, jer bi bilo bolje da reče sada negoli poslije kada dođe među nas“. Ako nitko nema što reći, šalje se po postulanta kojeg se smješta u prostoriju blizu kapitula: ondje ga posjećuju dvojica ili trojica „iskušenih muževa“, najstarijih u kući, koji ga ispituju: „Brate, tražiš li družbu u kuće?“ (tj. Ulazak u družbu kuće). Ako odgovori potvrdno, moraju mu navesti „velike zahtjeve kuće i zapovijedi ljubavi koje u njoj vladaju“. Ako kaže „da će rado sve podnijeti za Boga, te da želi vazda biti sluga i rob kuće, u sve dane života svojega“, moraju mu postaviti još nekoliko pitanja kojima ustvrđuju njegovo stanje: je li oženjen ili zaručen? Je li već položio zavjete u kojem drugom redu? Ima li dugova koje ne može platiti? Je li zdrav? Ima li kakvu skrivenu bolest? Je li nečija sluga? Nakon što su se tako pomno raspitali o njegovu građanskom i tjelesnom stanju, braća se vraćaju na kapitul i izjavljuju: „Gospodine, razgovarali smo s čestitim čovjekom koji čeka vani i ukazali mu na tegobe kuće … a on je rekao kako želi biti njezin sluga i rob…“ Meštar postavlja pitanja, te iznova pita: „Želite li da on pristupi u ime Božje?“ Kapitul odgovara: „Neka pristupi u ime Božje“. Potom se ide po postulanta kojem se još jednom postavlja pitanje o njegovoj nakani, nakon čega ga se uvodi na kapitul: „On treba kleknuti pred onim kojim mu predsjeda, te sklopljenih ruku kazati: 'Gospodine, došao sam pred Boga, pred vas i pred braću, te vas molim i zaklinjem Bogom i Gospom da me primite u Vašu družbu i dobra kuće kao onoga koji odsad pa zauvijek želi biti njezinim slugom i robom'“.
Tada slijedi vrlo lijep poticajan govor onoga koji predsjeda kapitulom: „Dragi brate, tražite veliku stvar, jer vidite samo vanjski sloj naše vjere: lijepe konje, lijepu opremu, dobro piće i hranu, lijepu odoru, i jer vjerujete da će vam biti dobro među nama. No ne poznajete stroge zapovijedi koje se ispod toga kriju, jer velika je stvar da se ti, koji si sam svoj gospodar, učiniš slugom drugoga. Uz velike napore nikada nećete činiti ono želite: ako budete htjeli ostati s ove strane mora (na Zapadu), slat će vas se onkraj mora; ako budete htjeli biti u Akonu, slat će vas se u Tripoli, Antiohiju ili Armeniju … ili pak neku drugu zemlju gdje posjedujemo kuće i dobra. Ako budete htjeli spavati, morat ćete bdjeti, a ako katkad budete htjeli bdjeti, bit će vam zapovjeđeno da se odmarate u svojoj postelji“.
Nakon toga se pitanja koja su bila postulantu postavljena privatno svečano ponavljaju pred kapitulom: „Želite li odsad u sve dane života svojega biti sluga i rob kuće? Želite li se odreći svoje volje zauvijek kako biste činili ono što vam naredi zapovjednik?“
Ako postulant odgovori kako valja, meštar mu nalaže da napusti kapitul, a zatim okupljenoj braći ponovno postavlja već spomenuto pitanje poznaje li koji među njima kakvu prepreku primanju novog brata. Nakon toga jedan među njima treba reći: „Neka pristupi u ime Božje“.
Obred primanja u užem smislu riječi započinje kada postulant klekne pred kapitulom sklopljenih ruku i izgovara svoju molbu: „Gospodine, došao sam pred Boga, pred vas i pred braću i molim vas i zaklinjem Bogom i Gospom da me primite u svoju družbu te u dobra kuće, duhovna i vremenita, kao onoga koji odsad pa do kraja života želi biti njezinom slugom i robom“. Okupljeni kapitul potom ponavlja prethodno postavljena pitanja, te nakon toga potiče postulanta na molitvu. Svi zajedno mole Očenaš, dok brat kapelan izgovara molitvu Duhu Svetome. Nakon toga onaj koji predsjeda kapitulom uzima Evanđelje što ga novi brat klečeći prima u ruke. Tada se potanko ponavljaju pitanja o svemu: je li postulant oženjen ili zaručen, je li pripadao nekom drugom redu, itd. Tako se spominju sve moguće prepreke, te pozivaju „starci kuće“ da provjere da koja možda nije propuštena. Nakon toga prelazi se na pozitivni dio obveza, tj. Obećanja koja daje brat.
Onaj koji predsjeda kapitulom potom zaključuje: „U ime Boga i svete Djevice Marije, svetog Petra iz Rima i našeg oca apostola (pape), i svih svetih Hrama, primamo vas u sva dobra kuće koja joj pripadaju od početka i koja će joj biti dodijeljena do kraja, vas, vašeg oca i majku i svu vašu rodbinu koju budete željeli ugostiti“.
Tada postulant oblači plašt. Nakon molitve koju izgovara kapelan i psalma uobičajenog za primanje u redovničke zajednice, meštar ili njegov predstavnik podiže brata te ga ljubi u usta, jednako kao i kapelan. To je poljubac koji se i inače daje u svečanim obredima feudalnog doba. Slijedi nagovor u kojem se postulantu iznose glavni običaji i molitve kuće Hrama: riječ je o sažetku Pravila u kojem se ističu propusti koji bi viteza doveli do „gubitka plašta“ odnosno „gubitka kuće“, što znači – izgona iz reda.

## Povijest

### Osnivanje i uspon Reda
Nakon što je 1099. godine, tijekom Prvog križarskog rata (1095. – 1099.), osvojen Jeruzalem, javila se potreba za zaštitom kršćanskih hodočasnika koji su dolazili posjetiti Svetu zemlju. S tim ciljem osnovana je 1118. godine družina vitezova koja se okupila oko Huga de Payensa i Geoffroya de Saint-Omera. Njima su se uskoro pridružili vitezovi iz pokrajine Champagne: Godfrey Bisoi, Godfrey Roval, Pagano de Mont Didier, Arcibald de St. Amand te Andre de Montbard, a kasnije i Fulco d'Angers te oko 1120. Hugo, grof Champagne.
Vitezovi su se obvezali da će posvetiti svoje živote obrani puteva do Jeruzalema. Za svoje sjedište izabrali su palaču navodno sagrađenu na ostacima Salomonovog hrama, po kojoj su prozvani redom Hrama. Templari su se obavezali na poslušnost, siromaštvo i krepost, kao i na borbu protiv muslimanskih vojnika.
Godine 1127. dobili su temeljni zakonik reda, a bulom Omne datum optimum primili su povlastice koje su omogućile kasniji uspon templarskog reda, a odnosile su se na izuzeće od biskupske vlasti, pravo na vlastite svećenike, neovisne od mjesnih crkvenih dostojanstvenika i oslobođenje od plaćanja crkvene desetine.
Kroničar Vilim Tirski zapisao je da se prva oružana akcija templarskih vitezova u Palestini odigrala 1138. godine, nakon što su muslimanski odredi osvojili grad Tecou. Prethodno su svoje vojničke sposobnosti iskazali u borbama protiv Maura u Španjolskoj i Portugalu. Kao nagradu za vojni angažman, templari su sporazumom iz 1143. godine dobili dvorce Monzon, Mongay, Barbara, Belchite i Remolins, desetinu državnog poreza te petinu muslimanskih teritorija u čijem su budućem osvajanju trebali sudjelovati.
Godine 1136. umro je Hugo de Payens, a na položaju velikog meštra naslijedio ga je burgundski plemić Robert de Craon. Budući da je Zengi, emir Alepa i Mosula, u to vrijeme zauzeo mnoge kršćanske gradove u Svetoj zemlji i da je na Božić 1144. godine pao grad Edesa, odlučio je Sveti Bernard pozvati kršćane u Drugi križarski rat (1145. – 1149.).
Križare su vodili francuski kralj Luj VII. i rimsko-njemački car Konrad III., a završio je 1149. godine porazom kršćanske vojske kod Damaska. Templari su se istaknuli u borbama, ali njihov doprinos nije imao utjecaj na ishod rata.
Godine 1154. za velikog meštra izabran je Bertrand de Blanquefort koji je u bitki u blizini Tiberijade 1156. zarobljen, dok su muslimani pobijedili i pobili tri stotine njegovih vitezova, a ostatak zarobili. Blanquefort je kasnije oslobođen na molbu bizantskog cara Manuela I. Komnena.

### Gubitak uporišta u Svetoj zemlji i pad Reda
Kada je 1162. godine umro jeruzalemski kralj Baudouin III. bez potomstva, naslijedio ga je brat Amalarik koji je nastavio borbe protiv Fatimidskog Kalifata. Tijekom tog sukoba, kralj Amalarik je optužio vitezove templare za izdaju, te je dao pogubiti dvanaestoricu članova reda. Istodobno, snage Nur ed-Dina napale su kneževinu Antiohiju, ali su kršćanske snage potpomopgnute templarima i predvođene princom Bohemondom III. od Antiohije uspjele odbiti napad na strateški važan dvorac u Harencu. Međutim, muslimanske snage su napravile zasjedu iz koje se spasilo samo sedmero templara.
Godine 1174. umro je Amalarik i ostavio prijestolje maloljetnom Baudouinu IV. koji je bolovao od gube. Iste godine umro je i Nur ed-Din što je omogućilo politički uspon Saladina (Salah ad-Din) koji je težio osvojiti čitav prostor Sirije i Palestine. Odlučivši istjerati križare iz Svete zemlje, Saladin je ostvario niz pobjeda i u listopadu 1187. godine zauzeo Jeruzalem. Neposredno prije pada Jeruzalema, odigrala se bitka kod Hattina u kojoj je kršćanska vojska ametice poražena, a zarobljeni su kralj Guy de Lusignan, Renauld de Chatillon i templarski veliki meštar Gerard de Ridefort.
Askalon je osvojen 4. rujna 1187. godine, dok je Jeruzalem predan Saladinu u noći s 2. na 3. listopada. Pad Jeruzalem izazvao je šok u Europi što je rezultiralo organiziranjem Trećeg križarskog rata (1189. – 1192.) na čelu s njemačkim carem Fridrikom I. Barbarossom, francuskim kraljem Filipom II. Augustom i engleskim kraljem Rikardom I. Lavljeg Srca.
Kršćanska vojska predvođena Rikardom Lavljeg Srca i Guyem de Lusignanom uspjela je u srpnju 1191. godine osloboditi grad Akko, koji je postao nova prijestolnica Jeruzalemskog Kraljevstva. U tom gradu su i templari osnovali svoje novo sjedište. Rat se završio 1192. godine sklapanjem mira između Rikarda Lavljeg Srca i Saladina.
Gilbert Erail, koji je postao veliki meštar templara 1195. godine, započeo je gradnju monumentalne utvrde nazvane Zamak hodočasnika, koja se uzdizala nad cestom između Akka i Jeruzalema.
Kako je u Palestini rastao vojni pritisak Saracena, Templari su krajem 12. stoljeća svoje sjedište premjestili prvo na Cipar, a zatim u Francusku i počeli osnivati svoje podružnice - kuće po cijeloj Europi.
Prve početke bankarstva iz razdoblja križarskih ratova razvijaju vrlo vješto, i u kombinaciji s feudalnim poklonima koje su dobivali diljem Europe, postaju vrlo moćni. Kod njih se zadužuju gotovo svi kraljevi i plemstvo tog doba, a bili su i vrlo cijenjeni kao financijski savjetnici na dvorovima.
Takvim aktivnostima, osim što su imali vrlo veliku moć, stekli su i brojne neprijatelje. Počinje ih se optuživati za razvrat i krivovjerstvo, i kako te optužbe postaju sve ozbiljnije, počinju i progoni Templara, najžešće od strane francuskog kralja Filipa IV koji je bio njihov veliki dužnik. Sukob Filipa i Templara završava 1314. kad spaljuju na lomači zadnjeg velikog meštra Templara, Jacques DeMolaya.
Godine 1312. avignonski Papa Klement V. pod utjecajem Filipa IV. ukida red Templara. Njihova imanja u Francuskoj konfiscira francuski kralj, dok u drugim zemljama njihova imanja po papinskoj odluci dobivaju drugi crkveni redovi, većinom ivanovci.
Neki su Templari uspjeli izbjeći progonima i sklonili su se u Portugal gdje su promijenili ime reda u Kristov red. Godine 1319. Papa Ivan XXII. je odobrio Kristov red, bulom "Ad ea ex quibus", u kojoj se izričito naglašava da je Red Krista jedini legitimni nasljednik Templara. Drugi dio je pobjegao u Škotsku gdje je kralj bio Robert Bruce koji je već ranije bio ekskomuniciran, tako da nije morao prihvatiti volju Pape.

## Uhićenje i suđenje templarima

### Koncil u Beču
16. listopada 1311.: Papa Klement V. otvara koncil u katedrali u Beču. Ocima okupljenima na koncilu iznose se rezultati crkvenih i građanskih ispitivanja. Bilo je to jedino u čemu se moglo razgovarati; valja naime primijetiti kako optužbe izrečene nakon uhićenja templara nikoga nisu uvjerile.
S druge strane, sedmorica templara, a kasnije još dvojica, pojavila su se izjavljujući kako žele braniti red – na što ih je papa dao uhititi. Kralj je bio zabranio u Beču dovoditi velikodostojnike reda koji su još uvijek bili u zatočeništvu.
Početkom prosinca papa je okupio koncilske oce kako bi im postavio četiri pitanja: 
"Treba li red templara odrediti branitelji? Valja li prihvatiti obranu devetorice templara koji su došli? U protivnom možda treba dopustiti članovima reda neka se sastanu kako bi odredili zastupnika? Ili da im papa odredi branitelja po dužnosti?"
17. veljače 1312.: Poslanstvo kraljevih ljudi dolazi u Beč: u njemu su Nogaret, Plaisians, Enguerrand de Marigny i nekoliko laika savjetnika Filipa Lijepog. Oni bi se trebali svakodnevno sastajati s četvoricom francuskih kardinala, te jednim Talijanom naklonjenim francuskome kralju, Arnaldom Novellijem. Navedeno je poslanstvo potom otišlo u Mâcon gdje se nalazio kralj, nakon čega se Marigny vratio sam i otada, čini se, imao važnu ulogu u posredovanju između kralja i koncila. Dana 2. ožujka Filip Lijepi predao mu je pismo u kojem traži ukinuće reda Hrama i prijenos njihovih dobara drugom viteškom redu.
- 20. ožujka 1312.: Kralj Filip Lijepi pojavljuje se osobno u Beču s velikom pratnjom.
- 22. ožujka 1312.: Na tajnome konzistoriju Klement V. odobrava ukinuće templarskog reda bulom Vox in excelso; njezin tekst ne osuđuje red, nego govori o dobru Crkve kako bi ga mogao ukinuti.
- 2. svibnja 1312.: Bula Ad providam dodjeljuje redu hospitalaca dobra templara.

### Sudbine velikodostojnika
18. ožujka 1314. Na trgu pred crkvom Notre-Dame u Parizu podignut je podij. Dovedena su četvorica velikodostojnika: Jacques de Molay, meštar reda, Hugues de Pairaud, vizitator iz Francuske, Geoffroy de Charnay, odgojitelj za Poitou i Akvitaniju. Trojica kardinala, pokraj kojih se nalazio nadbiskup Sensa, Philippe de Marigny, obznanili su konačnu osudu kojom se četvorica templarskih velikodostojnika kažnjena doživotnim zatvorom.
Nakon izricanja presude ustali su Jacques de Molay i Geoffroy de Charnay. Dostojanstveno su pred okupljenom masom izjavili kako je njihov jedini zločin bilo posezanje za lažnim priznanjima kako bi si spasili život. Red je bio svet, Pravilo Hrama bilo je sveto, ispravno i katoličkom. Nisu počinili krivovjerja i grijehe koje im se pripisuje.
Istog dana podignuta je lomača u blizini vrta Palače, otprilike na mjestu gdje se danas, u smjeru Pont-Neufa, nalazi kip Henrika IV. Dvojica su se osuđenika na nju popela još te iste večeri. Tražili da im lica budu okrenuta prema crkvi Notre-Dama, još su jednom obznanili svoju nedužnost, te – pred zapanjenim mnoštvom – umrli s najspokojnijom odvažnosti.

## Chinonski pergament
U novije vrijeme objavljen je dokument iz tajne vatikanske knjižnice poznat pod nazivom Chinonski pergament u kojemu Papa Klement V. utvrđuje kako bulom ukida Templarski red, ali ih ne osuđuje za herezu navodeći kako tijekom postupka nije pronađeno nikakvih dokaza protiv Templara, te kako odrješuje sve čelnike Templarskog Reda. Ranije se pogrešno vjerovalo da je papa Klement V. nepravedno osudio templare za herezu, zbog čega su mnogi smatrali toga papu nepravednim.

## Legende i mitovi povezani s Templarima
Neki vjeruju, da su masovna uhićenja Templara koja su bila organizirana u Francuskoj u petak 13. listopada 1307. godine korijen praznovjerja o nesreći koju donosi petak 13. Uz Templare se još i danas povezuju legende o Svetom gralu, Zavjetnoj škrinji, i nekim tajnama graditeljstva. Osim toga, povezuje ih se i s masonima i štovanjem idola Baphometa.
Postoje mišljenja, da su Templari sudjelovali u Portugalskim pomorskim ekspedicijama, kao i da su iz Škotske plovili Atlantikom i stigli do Amerike prije Kolumba. Dokazom za njihova putovanja do Amerike smatraju se nedugo otkrivene stare freske u kapeli u Roslinu u Škotskoj. Naime, na freskama su prikazani kukuruzi  čije je porijeklo Amerika, a freske su, navodno, nastale u vrijeme prije Kolumbovih otkrića.
Posljednju legendu čini priča o prokletstvu koje je uputio zadnji vođa ovog reda. Na sam dan svoga pogubljenja on proklinje papu Klementa V., francuskog kralja Filipa IV., francuskog premijera i njihovih deset budućih generacija. Sve tri "proklete" osobe su umrle u sljedećih dvanaest mjeseci, a kasnije sva tri kraljeva sina umiru mlada bez muške djece što dovodi do početka stogodišnjeg rata.
Papa Klement V. imao je umrijeti nepunih mjesec dana nakon meštra Hrama, u noći između 19. i 20. travnja 1314., u dvorcu Roquemaure, čiji ostaci i danas nadvisuju dolinu Rhone. Filipa Lijepog udarila je kap 4. studenog, te je 29. studenog i umro, u dobi od 47 godina. Ove dvije uzastopne smrti iznenadile su puk i stvorile legendu o tome kako ih je Jacques de Molay obojicu pozvao pred Božji sud u roku od šest mjeseci.

## Templari na području Hrvatske
Tijekom druge polovine 12. stoljeća templari dolaze u Hrvatsku i srednjovjekovnu Slavoniju i tu dobivaju nadimak božjaci (od ubogi).
Templarski je red relativno brzo došao u Hrvatsku. Zabilježeno je da je već 1163. godine grad Bela kod Varaždina u vlasti templara. Kaštelanom mu je bio Vilim, nazvan Althavis (Guillelmus dictus Althaviz), koji je bio ujedno predstojnikom (praeceptor) Čurgova (Chorgo) u šimeškoj županiji u Ugarskoj; rečeni grad Bela brzo je prešao u ruke ivanovaca.
Oko 1169. im je sjedište bilo u Vrani gdje su od pape dobili samostan sv. Grgura. U Senju, Zagrebu, Božjakovini, Našicama, Glogovnici i još nizu drugih mjesta su imali svoje kuće-podružnice i ogromne posjede, tako da su bili gospodari cijelih županija. Imali su vrlo veliki utjecaj na javni i politički život na tim područjima, ali su i dolazili u sukob s plemstvom i pukom.
Dubicu su izgradili templari i uredili prema svojim zakonima, spominje se da je 1239. godine prilikom izmirenja kralja Kolomana s templarima i vraćanja posjeda oko Dubice templarskom redu. Mjesto Dubicu kao templarski posjed spominje povelja izdana 1240. godine u Dubici, u kojoj meštar templara Jakov nastupa kao svjedok u prodaji neke zemlje kraj Dubice. Uređenje Dubice kao grada donosi povelja izdana u Dubici 1244. godine u kojoj dubički sudac Ernej sa svim došljacima dubičkim daje i omeđuje pavlinima zemlju, pokoravajući se molbi kralja Kolomana.
Nakon njihovog ukidanja 1312. Papa dodjeljuje njihove posjede ivanovcima koji su zatim uspostavili Vranski priorat.

## Moderni templarski redovi
Diljem svijeta postoji više od 1700 skupina i organizacija koji sebe nazivaju templarima ili vitezovima templarima. Međutim, niti jedna od njih sebe ne smatra direktnim nasljednikom izvornih templara već da su samo njima inspirirani, te da slijede njihove moralne i etičke standarde i vrijednosti. Neki najorganiziranijih modernih redova su:
- OSMTH, ima posebni savjetodavni status pri Ekonomskom i socijalnom vijeću Ujedinjenih naroda.
- OSMTJ
- OSMTHU